# Mount Roberts
Mount Roberts är ett berg i Antarktis. Det ligger i Västantarktis. Argentina, Chile och Storbritannien gör anspråk på området. Toppen på Mount Roberts är 955 meter över havet, eller 307 meter över den omgivande terrängen. Bredden vid basen är 1,6 km.
Terrängen runt Mount Roberts är kuperad åt sydost, men åt nordväst är den bergig. Trakten är obefolkad. Det finns inga samhällen i närheten.